# Atarba tenuissima
Atarba tenuissima är en tvåvingeart som först beskrevs av Alexander 1929.  Atarba tenuissima ingår i släktet Atarba och familjen småharkrankar. Inga underarter finns listade i Catalogue of Life.